# BDA-Preis Niedersachsen

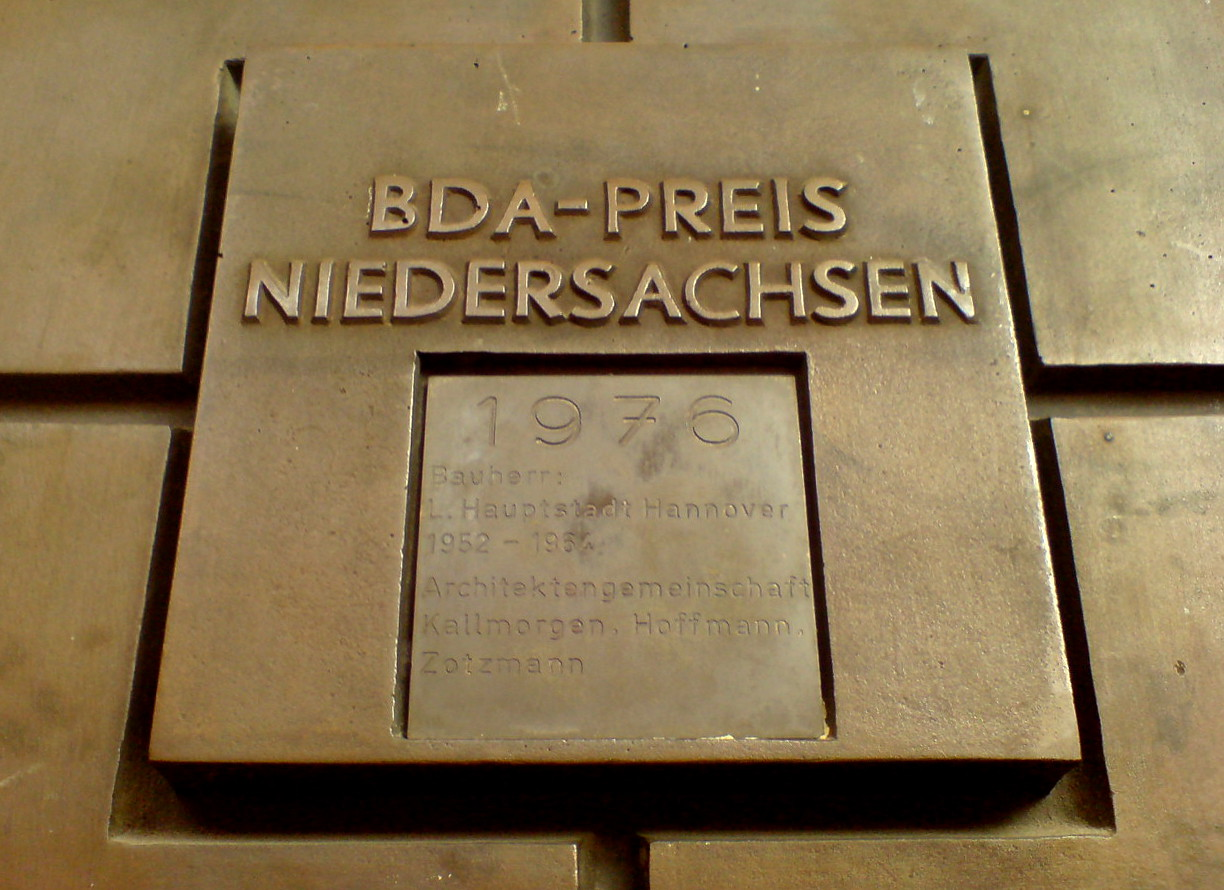
Tafel „BDA-Preis 1976“ im Opernhaus in Hannover

Der BDA-Preis Niedersachsen ist ein Architekturpreis „für beispielgebende baukünstlerische Leistungen“ in Niedersachsen.

## Preisvergabe
Der BDA-Preis Niedersachsen wird alle drei Jahre vergeben vom Bund Deutscher Architekten (BDA), Landesverband Niedersachsen. „Der Preis kann einem Bauwerk, einer Gebäudegruppe oder einer städtebaulichen Anlage [...] zuerkannt werden, deren Fertigstellung vom Zeitpunkt der Auslobung nicht länger als vier Jahre zurückliegen darf.“ Die Besonderheit des Preises, der auch für bemerkenswerte architekturtheoretische oder experimentelle Architektur vergeben werden kann, ist die Auszeichnung der beteiligten Architekten und der Bauherren „für ihr gemeinsames Werk“.

## Prämierte Objekte (unvollständig)
Der BDA-Preis Niedersachsen wurde bisher unter anderem für folgende Bauobjekte vergeben:
| Jahr | Ort                                             | Titel                                                                                     | Architekt(en)                                                                                      | Bauherr(en)                                                                  | Bemerkungen                                                                       | Foto |
| ---- | ----------------------------------------------- | ----------------------------------------------------------------------------------------- | -------------------------------------------------------------------------------------------------- | ---------------------------------------------------------------------------- | --------------------------------------------------------------------------------- | ---- |
| 2023 | Braunschweig                                    | Studierendenhaus der Technischen Universität Braunschweig                                 | Gustav Düsing und Max Hacke                                                                        | TU Braunschweig                                                              | Neubau                                                                            |      |
| 2012 | Dannenberg                                      | Erweiterung Nya Nordiska                                                                  | Staab Architekten, Berlin                                                                          | NYA Nordiska Verwaltungs GmbH, Dannenberg                                    | Umgestaltung eines bestehenden Komplexes                                          |      |
| 2012 | Wolfsburg, Stadtteil Detmerode                  | Wohnanlage Neue Burg / Rückbau, Umbau und Modernisierung                                  | KSP Jürgen Engel Architekten, Braunschweig                                                         | Neuland Wohnungsgesellschaft mbH Wolfsburg                                   | Umgestaltung statt Komplettabrisses einer Wohnanlage der 1960er Jahre             |      |
| 2012 | Braunschweig                                    | Stadthäuser St. Leonhards Garten                                                          | AHAD Architekten BDA, Braunschweig                                                                 | Bettina Reschke, Markus Bieber, Inse und Lars Hilgers, Katja und Sascha Ahad | Beispielhaftes Raumprogramm für individuell gestaltete Häuser als homogene Gruppe |      |
| 2012 | Hude                                            | Supermarkt in Hude                                                                        | 9°architecture, Oldenburg                                                                          | aktiv & irma Verbrauchermarkt GmbH                                           | Schaufenster als kräftige und eindeutige Geste                                    |      |
| 2009 | Hannover, Constantinstraße/Günther-Wagner-Allee | Verwaltung der VHV Gruppe in Hannover                                                     | Architekten BKSP, Grabau, Leiber, Obermann und Partner, Hannover                                   | Hannoversche Lebensversicherung AG VHV Gruppe                                | Transparenz und Energiekonzept in einem großen, dreigeteilten Baublock            |      |
| 2009 | Braunschweig, TU Braunschweig, Pockelsstraße 11 | StudienserviceCenter der TU Braunschweig                                                  | DODK, Denise Dih und Ole Klingemann, Berlin                                                        | Land Niedersachsen Staatl. Baumanagement Braunschweig                        |                                                                                   |      |
| 2009 | Hildesheim, Bavenstedter Straße 97              | Showroom Klimmt in Hildesheim                                                             | Aselmeier & Lippitz Freie Architekten, Lechstedt                                                   | Ulrich Klimmt / Klimmt Türenfabrikation, Hildesheim                          |                                                                                   |      |
| 2009 | Hannover, ortlos                                | HomeBox – Mobiles Minihaus im Holzcontainer                                               | Slawik Architekten                                                                                 | Hanfried Slawik, Hannover                                                    |                                                                                   |      |
| 2009 | Oldenburg, Amsterdamer Ring 14                  | Wohnhaus HHGO in Oldenburg                                                                | Jens Casper Architekt BDA mit Sören Hanft, Berlin                                                  | Anke Hanft & Siegfried Grubitzsch, Oldenburg                                 |                                                                                   |      |
| 2009 | Lohheide, Anne-Frank-Platz                      | Dokumentationszentrum der Gedenkstätte Bergen-Belsen                                      | KSP Engel und Zimmermann Architekten BDA, Braunschweig                                             | Stiftung Niedersächsische Gedenkstätten                                      |                                                                                   |      |
| 2006 | Hannover                                        | KID – Norddeutsche Kirchliche Gesellschaft für Informationsdienstleistungen mbH, Hannover | Architekten BKSP Bahlo Köhnke Stosberg und Partner BDA, Hannover                                   | 7. EDG Grundbesitzgesellschaft mbH & Co. KG                                  |                                                                                   |      |
| 2006 | Hannover, Große Pranke 3                        | Nahversorgungszentrum Große Pranke 3, Hannover                                            | Despang Architekten BDA, Hannover                                                                  | Hartmann & Wyludda Immobilien GmbH                                           |                                                                                   |      |
| 2000 | Hannover, Oheriedentrift 32–40                  | EXPO N41                                                                                  | Fink+Jocher                                                                                        | Gesellschaft für Bauen und Wohnen mbH                                        |                                                                                   |      |
| 1997 | Gutshof Marienwerder, Hannover                  | Wohnen auf dem ehemaligen Klostergut Marienwerder                                         | Baufrösche, Kassel Bertram, Bünemann und Partner, Hannover Kellner, Schleich, Wunderling, Hannover | Gesellschaft für Bauen und Wohnen mbH – GBH Hannover                         |                                                                                   |      |
| 1997 | Hannover, ehemaliges Goseriedebad               |                                                                                           | Kai-Michael Koch, Anne Panse, Christian Hühn                                                       | Kestnergesellschaft                                                          |                                                                                   |      |
| 1985 | Göttingen                                       | Renovierung eines denkmalgeschützten Wohn- und Geschäftshauses in Göttingen 1983          | Hansjochen Schwieger, Architekt BDA, Göttingen                                                     | Heinz Peter Adams, Göttingen                                                 |                                                                                   |      |
| 1980 | Dransfeld bei Göttingen                         | Neubau einer Messingdreherei in Dransfeld bei Göttingen 1976–1978                         | Brandi und Partner Göttingen, Jochen Brandi und Hansjochen Schwieger, Architekten BDA              | Herbert Täfler, Dransfeld, Ferdinand Täfler KG                               |                                                                                   |      |
| 1976 | Hannover, Opernhaus                             |                                                                                           | Architektengemeinschaft Kallmorgen, Hoffmann, Zotzmann                                             | Landeshauptstadt Hannover                                                    |                                                                                   |      |
| 1976 | Hannover, Historisches Museum Hannover          |                                                                                           | Dieter Oesterlen                                                                                   | Landeshauptstadt Hannover                                                    |                                                                                   |      |